# Motiong
Motiong is een gemeente in de Filipijnse provincie Samar op het gelijknamig eiland Samar. Bij de laatste census in 2007 had de gemeente bijna 14 duizend inwoners.

## Geografie

### Bestuurlijke indeling
Motiong is onderverdeeld in de volgende 30 barangays:
| - Angyap - Barayong - Bayog - Beri - Bonga - Calantawan - Calapi - Caluyahan - Canatuan - Candomacol | - Canvais - Capaysagan - Caranas - Caulayanan - Hinica-an - Inalad - Linonoban - Malobago - Malonoy - Mararangsi | - Maypange - New Minarog - Oyandic - Pamamasan - Poblacion I - Poblacion I-A - Pusongan - San Andres - Santo Niño - Sarao |

## Demografie
Motiong had bij de census van 2007 een inwoneraantal van 13.549 mensen. Dit zijn 402 mensen (3,1%) meer dan bij de vorige census van 2000. De gemiddelde jaarlijkse groei komt daarmee uit op 0,42%, hetgeen lager is dan het landelijk jaarlijks gemiddelde over deze periode (2,04%). Vergeleken met de census van 1995 is het aantal mensen met 372 (2,8%) toegenomen.

De bevolkingsdichtheid van Motiong was ten tijde van de laatste census, met 13.549 inwoners op 174,4 km², 77,7 mensen per km².